# 1806년 영국 총선
1803년 나폴레옹 전쟁이 발발하고, 이듬해 수상 헨리 애딩턴이 피트와 갈등을 빚다 사임하자 윌리엄 피트가 다시 수상이 되어 토리당과 온건휘그당을 포함한 거국내각을 구성한다.
1806년 1월 23일 윌리엄 피트가 아우스터리츠 전투 대패 소식의 여파로 충격을 받고 사망하자, 토리당과도 사이가 원만한 편이었던 휘그당의 윌리엄 그렌빌이 새 수상에 임명되었다.
다만 그렌빌은 피트와 사이가 나빴던 폭스나 애딩턴 등을 내각에 포함시키면서, 피트 추종 세력들의 반발을 불러왔고, 이에 그렌빌은 선거를 통해 기반을 강화하기로 결정한다. 그리고 선거 결과 휘그당이 제1당이 된다.
한편, 이 선거는 당시 영국에서 일던 흑인 노예무역 폐지 찬반 논쟁에도 영향을 받는데, 결국 노예무역 폐지 찬성파들이 대거 의회에 입성하면서, 지리한 논쟁 속에 여러번 부결되어온 노예무역 폐지 법안은 드디어  1807년 찬성 283, 반대 16이라는 압도적인 차이로 통과된다.